# 浄蓮寺 (名古屋市緑区)
浄蓮寺（じょうれんじ）は愛知県名古屋市緑区にある真宗大谷派の寺院。山号は相原山、本尊は阿弥陀如来で行基の作と伝わる。

## 歴史
天正3年（1575年）、慶念という僧によって創建された。今川義元の家臣であった慶念は万福寺で出家していたが、永禄3年（1560年）に桶狭間の戦いで義元が討たれた後、その菩提を弔うために光泉坊と言う草庵を川端（現在の緑区鳴海町会下）に結び、天正年間中に現在地に移った。
なお、尾張藩の官製地誌である『尾張志』に寄れば、当初は真宗高田派の寺院であったが享保18年（1733年）丑四月に京都西本願寺（浄土真宗本願寺派）の末寺となり、元文3年（1738年）には高田派に復したが寛延元年（1748年）辰十月に東本願寺（真宗大谷派）直末寺となったとされる。一方、名古屋市ウェブサイトでは文久2年（1862年）に真宗大谷派となって現在の寺号に改めたとしている。
江戸時代には周辺の寺ともども、寺子屋が置かれた。